# 吉備路

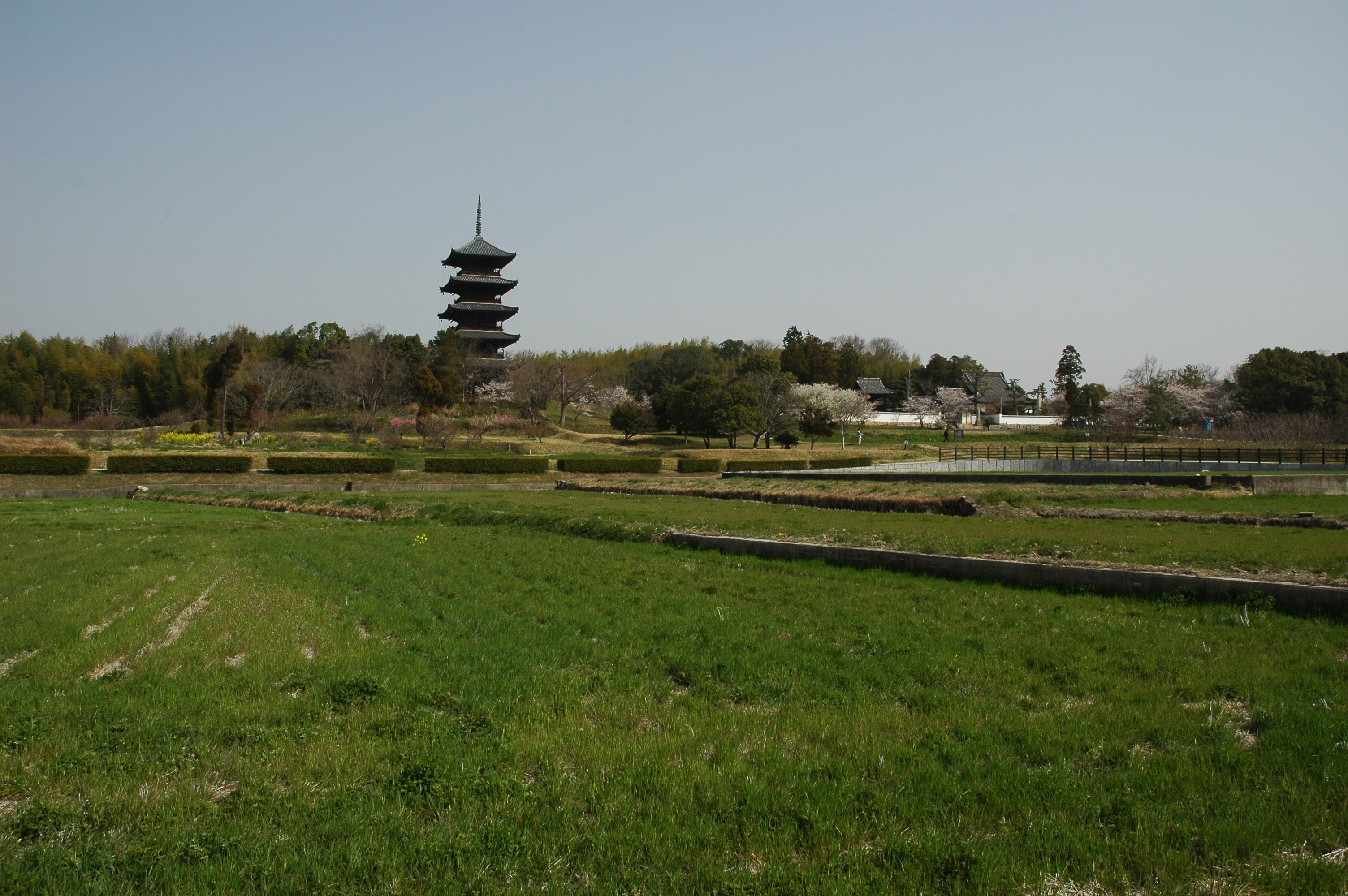
備中国分寺

吉備路（きびじ）は、岡山県にあるエリア名、地域の通称である。

## 概要

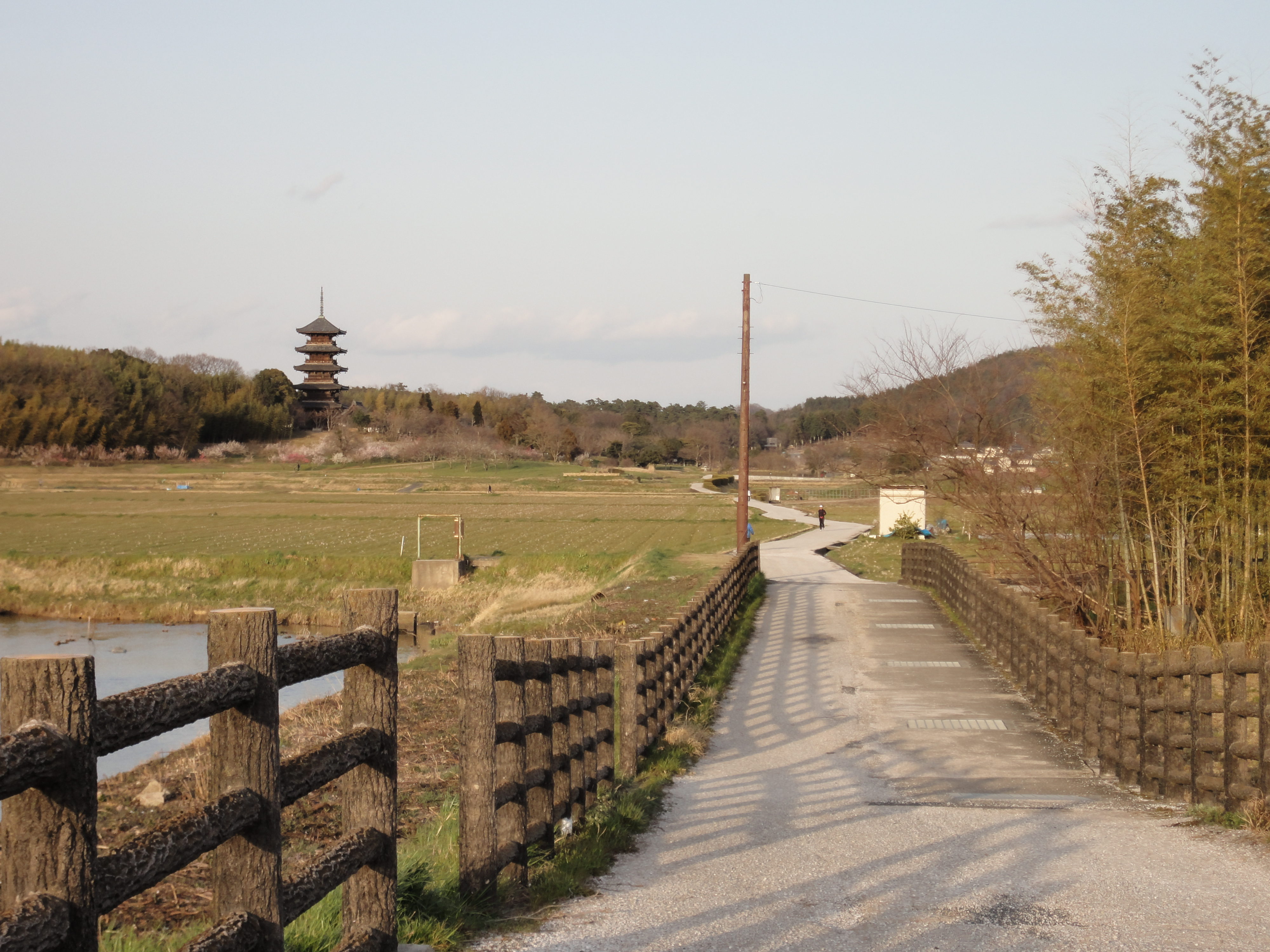
吉備路自転車道

吉備路は、岡山市北西部（足守・高松・真金・一宮の一部）から総社市にかけての一帯の総称で、著名な観光エリアである。現在は倉敷市の一部となっている真備町や、倉敷市庄の北部も含めるときがある。
観光地として整備されているほか、一帯に広がる田園地帯の中を自転車専用道（吉備路自転車道）が通っており、岡山市から総社市までの観光地を自転車で巡ることができる。2009年から毎年開催されているそうじゃ吉備路マラソンでは吉備路の史跡をめぐる形でコースが作られていることから人気を呼び、2012年の開催では15223人の参加者が集まった。
田畑の中に佇む備中国分寺の五重塔が吉備路のシンボル的存在であり、その周辺が吉備路の中心地区となっている。この付近はかつて古代吉備王国時代の中心地だったと考えられており、古墳を始め数多くの史跡が存在する。また、それらの史跡の中には桃太郎伝説にまつわるものも多い。
旧国制では、岡山市の吉備中山東部（一宮地区）のみ備前国で、残りはすべて備中国であった。

## 観光スポット

### 総社
- 備中国分寺
- 備中国分尼寺跡
- 作山古墳
- こうもり塚古墳
- 鬼ノ城 - 桃太郎の鬼のモデルとされる温羅の居城。
  - 鬼の差上岩
  - 岩屋寺
- 備中国総社宮
- 宝福寺
- 備中国府跡
- 角力取山古墳
- 江崎古墳
- ヒイゴ池湿地
- 豪渓
- 福山（福山城跡・幸山城跡）
- 浅尾陣屋跡
- 湛井堰
- 神明神社 (総社市)
- 軽部神社 - 乳神様（母乳）の神社として有名。
- 秦原廃寺跡
- 石畳神社
- 姫社神社 - 吉備国発祥地および吉備製鉄産業発祥の地の説がある。
- 正木山・麻佐岐神社
- 義民碑
- ふくろう美術館
- 浅尾美術館
- 総社吉備路文化館（旧・岡山県立吉備路郷土館）
- 国民宿舎サンロード吉備路

### 岡山（足守・高松・真金・一宮）
- 造山古墳 - 前方後円墳としては全国で第4位の規模。誰でも立ち入ることができる古墳としては日本最大。
- 吉備津神社 - 桃太郎のモデルとされる吉備津彦命が祀られている。鳴釜神事が有名。
- 吉備津彦神社 - 上記吉備津神社を吉備分国時に分祀したもの。
- 艮御崎神社 - 温羅を祀っているといわれる。
- 首部白山神社 - 温羅の首を埋めた場所とされる。
- 鼻ぐり塚
- 吉備中山
  - 中山茶臼山古墳 - 吉備津彦命の墓とされている。
  - 尾上車山古墳
  - 岡山県古代吉備文化財センター
- 矢喰宮
- 備中高松城跡・水攻め跡
- 最上稲荷総本山
- 皷神社
- 足守陣屋・武家屋敷跡
- 近水園

### 庄
- 王墓の丘史跡公園
  - 楯築遺跡
  - 王墓山古墳
- 鯉喰神社

### 真備
- まきび公園
- 箭田大塚古墳
- 琴弾岩
- 川辺本陣跡
- 横溝正史疎開宅